# Filovia di Genova
La filovia di Genova è una linea filoviaria urbana che serve la città italiana di Genova. Classificata come linea 20 nella rete di trasporti pubblici cittadina, collega tra loro i quartieri della Foce (nel centro cittadino) e di Sampierdarena (nella parte ovest).

## Storia

### Rete storica
La prima linea filoviaria di Genova venne inaugurata il 13 aprile 1938, sul percorso che partendo da Corso Torino collegava il quartiere della Foce con la parte collinare di piazza Manin. Il viaggio inaugurale venne svolto dalle vetture n. 200 e n. 201, con a bordo il prefetto, il podestà, il federale, il questore e l'amministratore delegato della Uite, onorevole Marchi, e il direttore ingegner Barbieri.

### Linea moderna

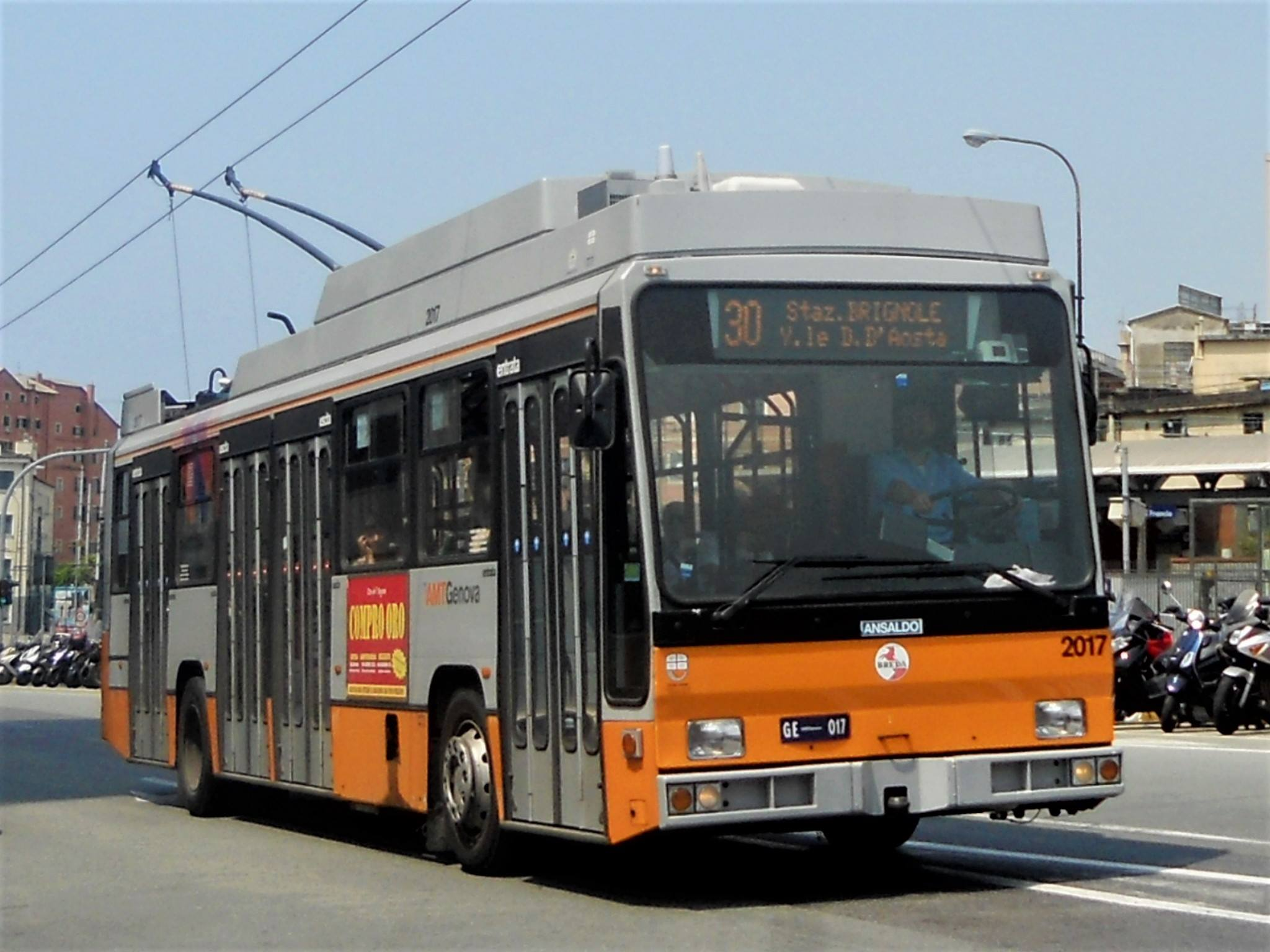
Un filobus da 12 metri Ansaldo-Breda F15 in servizio sulla linea 30

Nel 1989 AMT, società concessionaria del trasporto pubblico locale a Genova, avviò un primo studio di fattibilità per introdurre nuovamente il filobus in città, dove mancava dal 1973, anno in cui aveva cessato il servizio l'ultima linea rimasta dell'ampia rete filoviaria entrata in servizio nel 1938, allo scopo di limitare l'inquinamento cittadino evitando il più possibile l'uso di mezzi a propulsione termica nel centro storico. Il progetto prevedeva l'acquisto di 30 filobus articolati e l'istituzione di 3 linee filoviarie che collegassero la Foce con il quartiere di San Benigno.
L'ipotesi venne parzialmente realizzata nel 1997, con l'elettrificazione della linea 30, sulla tratta Foce-via di Francia. Sulla linea entrarono in servizio 20 filobus bimodali Ansaldo-Breda F15, lunghi 12 metri.
Pochi anni dopo l'esercizio filoviario fu sospeso in due momenti distinti, tra il 2000 e il 2002 a causa del cantiere di rifacimento di piazza De Ferrari e tra il 2003 e il 2007 per l'istituzione di un senso unico in via Balbi, che ha richiesto la deviazione della linea su via Gramsci in direzione levante.
La linea tornò in servizio sull'intero percorso il 13 febbraio 2007; il 5 maggio 2008 si inaugurò il prolungamento verso ponente fino a Sampierdarena, istituendo la linea 20 tra il quartiere della Foce (via Rimassa) e Sampierdarena (piazza Vittorio Veneto), vero asse di forza nella zona del centro. Sulla nuova linea furono introdotti 17 filobus snodati da 18 metri Van Hool AG300T. La linea 30 in un primo momento fu accorciata e mantenuta come rinforzo alla 20 nella tratta Via di Francia-Brignole; quattro anni più tardi, il 15 ottobre 2012, venne soppressa, sostituita dall'autolinea 30/, su un percorso ancora più breve, limitato a Piazza Fontane Marose. In seguito anche la linea 30/ fu eliminata, lasciando in servizio la sola linea 20.
I filobus Ansaldo-Breda da 12 metri, obsoleti e usurati dai lunghi periodi di inattività, vennero accantonati e in gran parte demoliti.
Nell'autunno 2019, i lavori per il rifacimento della copertura del Torrente Bisagno arrivarono all'incrocio tra Viale Brigate Partigiane e Corso Buenos Aires, andando ad interrompere la linea elettrica della filovia. I filobus sarebbero quindi stati costretti a percorrere l'ultima parte del tragitto utilizzando il motore termico di riserva, andando incontro ad una notevole usura; per evitare ciò, nella fascia giornaliera la linea 20 fu limitata a via Cadorna, mentre il tragitto Cadorna-Buenos Aires-Rimassa veniva coperto da un autobus sostitutivo.
Nell'estate del 2021, con l'ultimazione dei cantieri sul Bisagno, la linea aerea è stata re-installata e la linea 20 è tornata in servizio sull'intera tratta; a causa dei molti cantieri in città, tuttavia, negli anni seguenti la linea aerea ha finito per essere nuovamente scollegata dalla rete elettrica o tranciata in numerosi punti, costringendo i filobus a marciare con le aste di presa elettrica abbassate ed il motore termico acceso.

## Sviluppi

### Progetto "Genova in filobus"
Per ovviare ai crescenti livelli di inquinamento atmosferico e acustico, oltre che per rispettare le nuove norme sulla riduzione delle emissioni di CO2, nel 2019 AMT cominciò il rinnovamento dell'intero parco mezzi, che l'anno prima era stato giudicato uno dei più vetusti d'Italia. Vennero acquistati nuovi autobus a emissioni ridotte, poi veicoli ibridi ed elettrici.
Da tempo la città necessitava di un trasporto pubblico più veloce, più moderno e soprattutto meno inquinante. Sebbene in un primo momento l'idea fosse quella di un ritorno al tram (dal 1878 al 1966 a Genova fu in servizio una rete tranviaria), nel 2020 il mobility manager Enrico Musso ed il sindaco Marco Bucci scelsero di puntare sul filobus.
Il 17 luglio 2020, dopo averlo bocciato ad aprile, il Governo approvò lo studio di fattibilità tecnico-economica della nuova rete filoviaria genovese, concedendo al Comune i 471 milioni necessari per la realizzazione della stessa e per l'acquisto dei mezzi.
Il progetto prevedeva il completo riassetto della mobilità pubblica cittadina, numerosi adeguamenti urbanistici e di segnaletica, un nuovo deposito per i mezzi, la realizzazione di 17 nuove sottostazioni elettriche, 12 fermate capolinea e 2 parcheggi di interscambio.
Il progetto originario prevedeva 4 assi di forza:
1. Linea AP: filovia di Ponente, da Piazza Caricamento a Genova Voltri, seguendo il percorso dell'attuale e storica linea 1. Il capolinea inizialmente era previsto in via Sorgenti Sulfuree nella zona di Palmaro (Prà), ma sotto l'esplicita richiesta del municipio VII ponente (la nuova linea avrebbe tagliato fuori Voltri) fu spostato 2 Km più a ovest, a Voltri.
2. Linea AL: filovia di Levante, da Principe a Genova Nervi, transitando per corso Europa, seguendo in parte il percorso dell'attuale linea 17.
3. Linea AC: filovia del Centro, da Campi (bassa Valpolcevera) fino a piazza Galileo Ferraris a Marassi (bassa Valbisagno), attraverso Corso Sardegna e via XX Settembre.
4. Linea AVB: filovia della Valbisagno, dalla Fiera in Piazzale Kennedy (Foce) fino a Prato, in Alta Valbisagno, seguendo in parte il percorso delle attuali linee 13 e 14.

È previsto che i nuovi 145 filobus inclusi nel finanziamento, lunghi 18 metri, siano molto diversi quelli attuali, essendo in grado di viaggiare con propulsione elettrica anche quando scollegati dai cavi, grazie alla tecnologia IMC (In Motion Charging), che ne permette l'esercizio fuori linea con 10 km di autonomia, riducendo la presenza di pali e bifilare.
Per rendere davvero competitiva la rete sarebbe però stato necessario introdurre i filobus da 24 metri, con capienza superiore (da 180 a 200 passeggeri). Già nel maggio 2019 vennero effettuate le prove in tragitto di un moderno filobus da 24 metri, di costruzione Van Hool, in prestito dalla filovia di Linz (Austria), dove questi mezzi sono molto popolari; le leggi italiane sui mezzi pubblici non permettono di omologare filosnodati da 24 metri, ma nel settembre 2021 è stata pubblicata una deroga per permetterne l'esercizio.
Nel gennaio 2021 vennero aggiudicati i lavori al consorzio Italferr per la progettazione definitiva. Le intenzioni del comune erano di iniziare il primo lotto (riqualificazione di Via XX Settembre e Corso Sardegna) entro settembre 2021. 
Il termine dei lavori era stimato per il 2025.

### Progetto "SuperBus"
Nel corso del 2021, nonostante il progetto degli assi filoviari fosse già stato finanziato, il Comune di Genova si rese conto che la filovia non è compatibile con l'esercizio dei nuovi veicoli per lo svuotamento dei cassonetti AMIU "Smart" dove questi sono già installati, decise quindi di puntare su una tecnologia alternativa, quella degli autobus elettrici Flash Charging. Tali mezzi, per l'alimentazione, non sfruttano una linea aerea bensì batterie interne, riducendo l'impatto visivo e i costi di realizzazione, e hanno un sistema di ricarica induttiva ai capolinea e presso le fermate più importanti. Venne quindi lanciato il progetto "SuperBus"che prevede la realizzazione di 5 assi di forza su bus elettrici, aggiungendo la direttrice della Valpolcevera (da effettuare secondo un progetto presentato da IREN).
Tale tecnologia, sebbene sia per alcuni aspetti un'evoluzione del filobus, è ancora in fase sperimentale e non è mai stata collaudata su assi di forza, di conseguenza ha un'affidabilità inferiore. 

### Progetto definitivo e realizzazione
Nel novembre 2021 il Ministero delle infrastrutture e della mobilità sostenibile, all'epoca guidato dal ministro Enrico Giovannini, approvò un progetto ibrido, che prevedeva la realizzazione di 3 linee filoviarie a guida vincolata (centro, ponente e levante) e l'introduzione del bus elettrico solo sulle linee di Valbisagno e Valpolcevera.
Sempre nello stesso anno venne presentato il bando di gara per la completa riqualificazione delle rimesse di Gavette e Staglieno. Venne inoltre presentato il progetto di una nuova rimessa a San Martino, sotto il vecchio stadio Carlini (che verrà ristrutturato), sebbene quest'ultima ipotesi sia stata in seguito accantonata e sostituita dall'idea di riutilizzare l'ex officina Guglielmetti, a Ponte Carrega.
Nel gennaio 2022 venne approvata ufficialmente la variante di progetto della linea Ponente, prolungata da Palmaro a Voltri, con il capolinea attestato in Piazza caduti Partigiani.
Per la realizzazione sono stati stanziati 284 milioni di euro, così suddivisi: 
- primo lotto: realizzazione dei 3 assi filoviari con tecnologia IMC (Campi-Marassi; Caricamento-Voltri; Principe-Nervi) per un importo di 137 milioni + 15 milioni per un eventuale parcheggio di interscambio a Quarto;
- secondo lotto: realizzazione del 4° asse (Valbisagno-Foce) con bus elettrici flash-charging per un importo di 44 milioni.

Per il "5° asse" (Valpolcevera), i fondi verranno reperiti mediante un project-financing proposto da IREN.
In totale la nuova rete sarà sviluppata su 96 km, di cui quasi il 50% in sede protetta (non riservata) con precedenza semaforica, 6 nuovi capolinea e 300 fermate dotate di nuove pensiline di attesa.
Dal momento che la linea Valbisagno-Foce verrà esercita con i bus elettrici a ricarica rapida e che i filobus IMC possono marciare autonomamente per lunghi tratti, il 45 % della rete (circa 40 km) sarà priva di linea aerea. Per i restanti 56 km è previsto il riutilizzo del bifilare esistente, il quale sarà sottoposto ad ammodernamento per essere adeguato ai nuovi standard, mentre verranno posati nuovi cavi tra via Gramsci e Piazza Caricamento, in Via Sampierdarena, in Corso Europa, fra Sampierdarena e Sestri Ponente e fra Prà e Voltri.
Nell'ottobre 2022 venne pubblicata la gara d'appalto per la progettazione esecutiva.
Il 3 gennaio 2023 è stata assegnata la gara per la realizzazione al Raggruppamento temporaneo di imprese Colas Rail-ICM-Leonardo. Il primo asse ad essere realizzato è quello della Valbisagno, a cui seguirà quello del Ponente (Caricamento-Voltri). Grazie al ribasso d'asta, il costo degli interventi è sceso a 177 milioni. Il termine dei lavori viene fissato al giugno 2026, sebbene una parte della rete potrebbe essere attivata giá a partire dal 2025. 
I lavori, avviati nell'autunno 2023, stanno riguardando: la rimesse Gavette (che verrà ampliata verso monte), la rimessa Staglieno-Via Bobbio (che verrà demolita e ricostruita), la ex officina Guglielmetti (già completamente demolita, verrà utilizzata in parte come rimessa ed in parte per l'ampliamento dell'adiacente supermercato Coop) e la realizzazione di nuove sottostazioni elettriche a Sampierdarena, San Benigno (per gli assi di centro e ponente) e Prato (per l'asse Valbisagno).
La gara d'appalto per la fornitura dei mezzi (139 unità rispetto alle 145 previste inizialmente) è stata aggiudicata:
- A Solaris Italia Srl per la parte dei 112 mezzi filoviari[30], i quali saranno analoghi ai Trollino 18 già in uso a Milano e La Spezia.
- A Carrosserie Hess AG per la parte dei 27 autobus elettrici in flash-charging.[31]

I primi esemplari dei nuovi filubus Trollino 18 sono arrivati a Genova a ottobre 2024. Contraddistinti dalla livrea bianca, essi verranno messi inizialmente in servizio sulla linea 20 in attesa del completamento dei lavori. È inoltre prevista l'istituzione della nuova linea 21, sul percorso Brignole - Sampierdarena (Via Degola), la quale fungerà da rinforzo all'autolinea 18.
Nel maggio del 2025 il primo dei nuovi filobus Solaris, terminata la fase di collaudo, è entrato in servizio sulla linea 20.

## Mezzi
| Numeri      | Anno      | Telaio             | Carrozzeria | Parte elettrica | Note                                                  |
| ----------- | --------- | ------------------ | ----------- | --------------- | ----------------------------------------------------- |
| 2001 a 2020 | 1997-1998 | Breda 4001.12      | Breda       | Ansaldo         | 2 Vetture vendute ad AMTAB Bari, le restanti demolite |
| 2101 a 2117 | 2007-2008 | Van Hool AG300T    | Van Hool    | Kiepe           |                                                       |
| 2201 a 2312 | 2024-2025 | Trollino 18 IV IMC | Solaris     | Skoda           |                                                       |